# Медаль ASME
Медаль ASME (англ. The ASME Medal) — высшая научная награда Американскогo обществa инженеров-механиков за выдающиеся достижения в области инженерии. Награда была учреждена в 1920 году, премия к медали составляет $15,000. Присуждается ежегодно.

## Список награждённых
Список награждённых, чьи биографии есть в русской википедии:
- 1926 Роберт Эндрюс Милликен
- 1928 Джулиан Кеннеди
- 1934 Уиллис Кэрриер
- 1941 Теодор фон Карман
- 1945 Уильям Фредерик Дюранд
- 1963 Игорь Иванович Сикорский
- 1965 Бюргерс, Иоханнес Мартинус
- 1972 Вейбулл, Валодди
- 1973 Кристофер Крафт
- 1974 Хофф, Николас
- 1976 Миндлин, Рэймонд
- 1979 Ден-Гартог, Якоб
- 1988 Рейснер, Эрик
- 1989 Сирс, Уильям Рис
- 1992 Друкер, Даниэль
- 1997 Будянский, Бернард
- 2007 Дин Кеймен
- 2012 Ахенбах, Ян